# Kare-kare
Il kare-kare è uno stufato di carne e verdure tipico della cucina filippina. Gli ingredienti in esso contenuto sono manzo, stinco di maiale, frattaglie (coda di bue, zampe di vitello e maiale) e verdure fra cui melanzane, cavoli cinesi e fagioli. Il tutto viene condito con una salsa a base di arachidi tritate o burro di arachidi, cipolla e aglio. Può essere accompagnato con la pasta di gamberetti e succo di calamondino fresco.